# قرطاجنة (إسبانيا)
قَرْطاجَنَّة (بالإسبانية: Cartagena، تلفظ "كارتاخينا")‏ هي مدينة ساحلية تقع في منطقة مرسية جنوب شرق إسبانيا. بناها صدربعل القرطاجي سنة 230 قبل الميلاد.

## الديموغرافيا
بلغ عدد سكان مدينة قرطاجنة 214.918 نسمة عام 2011 (وفقاً للمعهد الوطني الإسباني للإحصاء).
| 170.483 | 177.709 | 188.003 | 203.945 | 207.286 | 211.996 | 214.918 |

## توأمة
لقرطاجنة اتفاقيات توأمة مع كل من:
- تيرني (2002 - )[15]
- قرطاج (1992 - )[16]
- فيرول (1973 - )
- كارتاهينا (1987 - )[17]
- وخشمة (1996 - )[18]
- بيرزوكانا (2000 - )[19]
- لوس ألكاثاريس (2011 - )[20]

## أعلام
- دانيال مارتين
- خوسيه كارلوس مارتينيز
- هيكتور يوستي
- خوان فرنانديز
- إيزيدور الإشبيلي
- أنطونيو ألفاريز ألونسو